# زندگی برای اجاره
زندگی برای اجاره (به انگلیسی: Life for Rent) آلبومی از هنرمند اهل بریتانیا دایدو است که در ۲۹ سپتامبر ۲۰۰۳ منتشر شد.
از این آلبوم بیش از ۱۲ میلیون نسخه در سراسر جهان به فروش رسید و رتبه‌ی چهارم را در سال ۲۰۰۳ به دست آورد.